# Рудник Ольга Григорівна
О́льга Григо́рівна Ру́дник (нар. 25 лютого 1961) — українська історикиня, краєзнавиця, педагогиня; дослідниця історії Вінниччини, зокрема Іллінеччини та Оратівщини; живе і працює в селі Паріївка Іллінецького району Вінницької області.

## З життя і творчості
Працювала вчителем історії в школах сіл Горішні Шерівці на Буковині, Бабин, Паріївка, м. Іллінці, керівником краєзнавчого гуртка при Іллінецькому районному будинку школярів та юнацтва. 
Неодноразово брала участь у районних комісіях з укладання Словника пам'яток історії та культури Вінницької області, Книги пам'яті жертв голодомору 1932-1933 років.  
Видала фотоальбом «Іллінеччина: сторінки історії та культури», альбом-путівник з туристичними маршрутами «Подорожуємо Вінниччиною», дослідження з історії українського визвольного руху XVII-XX ст. «Надсобський край: маловідомі сторінки історії», книгу «Нариси історії розвитку освіти. Іллінецький район», «Надсобський край — Іллінецький район» (2019); має ряд досліджень з історії Іллінецького, Оратівського районів, які друкувалися в періодиці. 
Є однією з авторів герба Іллінців та герба Іллінецького району.

## Джерело-посилання
- Про Ольгу Рудник на Сайт Іллінецької міської мультимедійної бібліотеки Іллінецької ОТГ